# 真宗大谷派

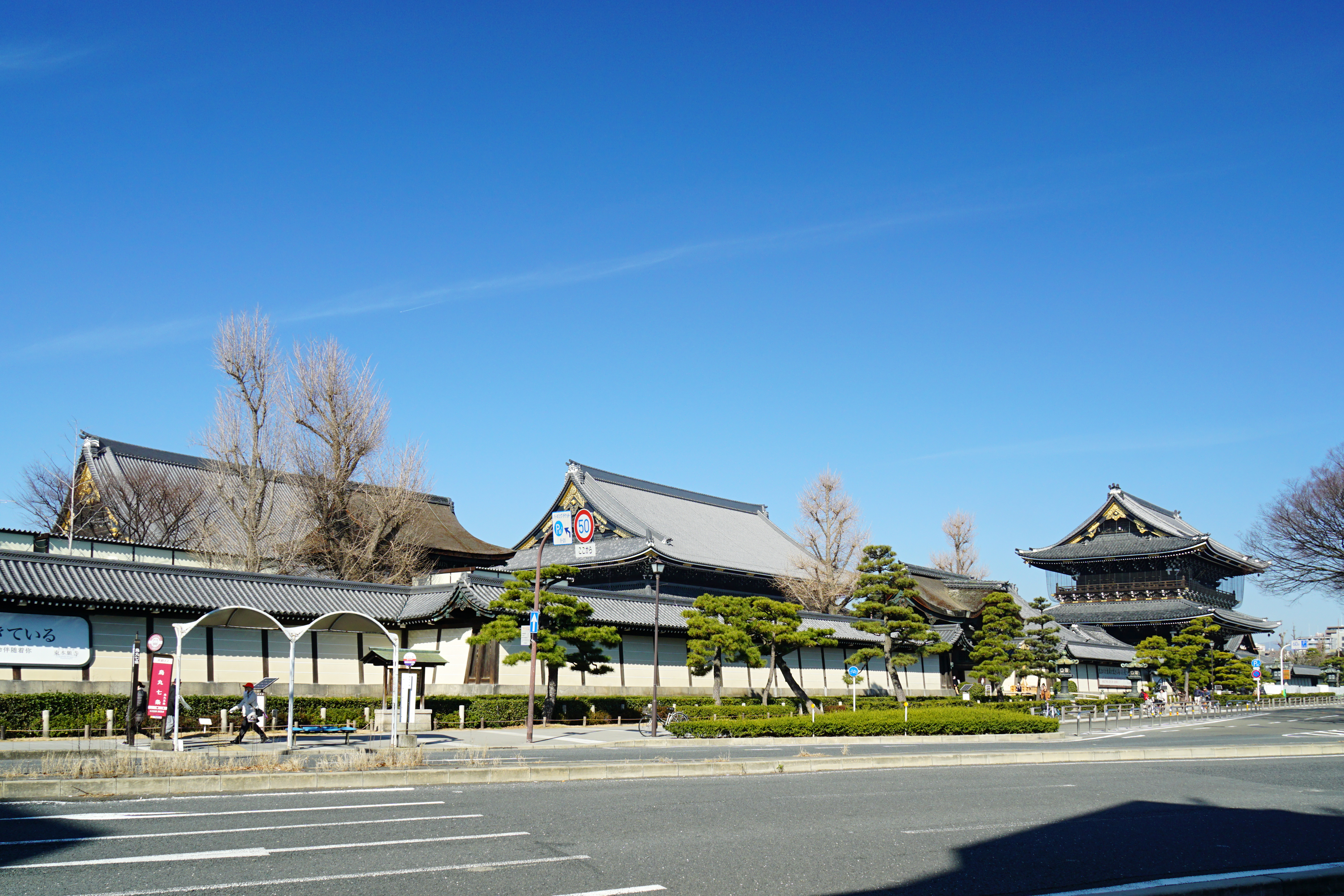
東本願寺

真宗大谷派（日语：しんしゅうおおたには）是淨土真宗的宗派之一，古稱東本願寺派。但今日和以東京都台東區的「淨土真宗東本願寺派本山東本願寺」作為本山的「淨土真宗東本願寺派」，是不同的宗教法人。

## 概要
本山是位在京都府京都市下京區烏丸通七條的「真宗本廟」（通稱、東本願寺）。含別院、教會的所屬寺院數約8,900寺。略稱「大谷派」・「大派」・「谷派」，本山的通稱「東本願寺」有時也作為宗派名使用。淨土真宗系教團結成的「真宗教團連合」的成員之一。

## 歷史
1592年淨土真宗第十一代法主顯如去世後發生繼承權紛爭，其子教如與准如爭立，而後太閣豐臣秀吉立准如為法主。1602年教如得到後為幕府將軍的德川家康之寄付而創派，脫離准如，另建新教團，是為東本願寺派，又稱大谷派。

### 東西分裂以降
明治14年（1881年），依宗教團體法的規定，宗派名定為「真宗大谷派」。
昭和44年（1969年），大谷家和改革派主導的真宗大谷派內局對立，造成「御東騷動」（お東騷動 （页面存档备份，存于）），導致大谷派分裂。

## 本尊
阿彌陀如來

## 正依聖教

### 淨土三部經
下記之經典總稱「淨土三部經」。
- 『佛說無量壽經』
- 『佛說觀無量壽經』
- 『佛說阿彌陀經』

### 七高僧論釋章疏
- 七高僧的論釋章疏

## 本山
真宗本廟
「真宗本廟」是真宗大谷派全寺院及教會之本山。
「大谷祖廟 （页面存档备份，存于）」是宗祖聖人墳墓之地。

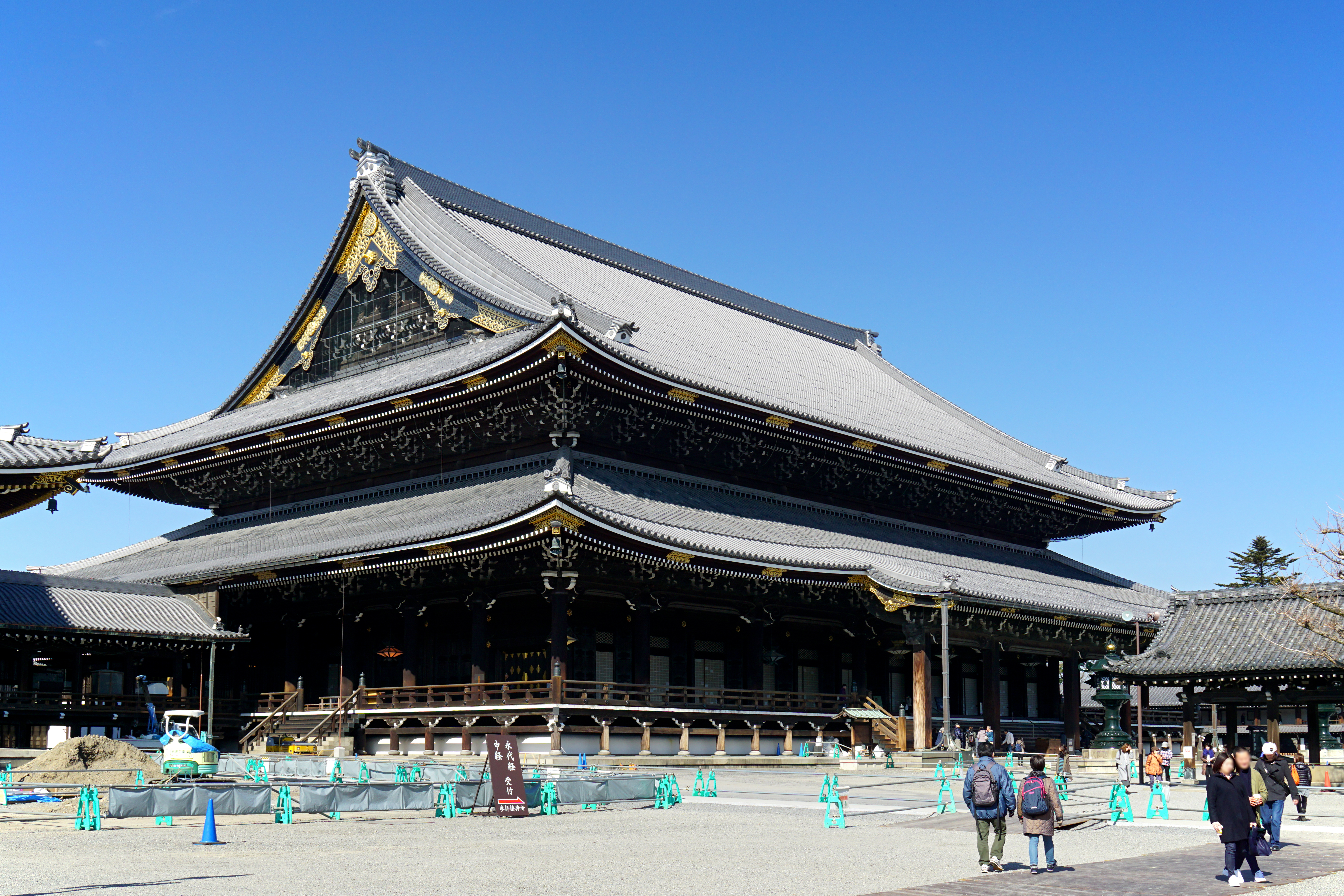
真宗本廟「御影堂」
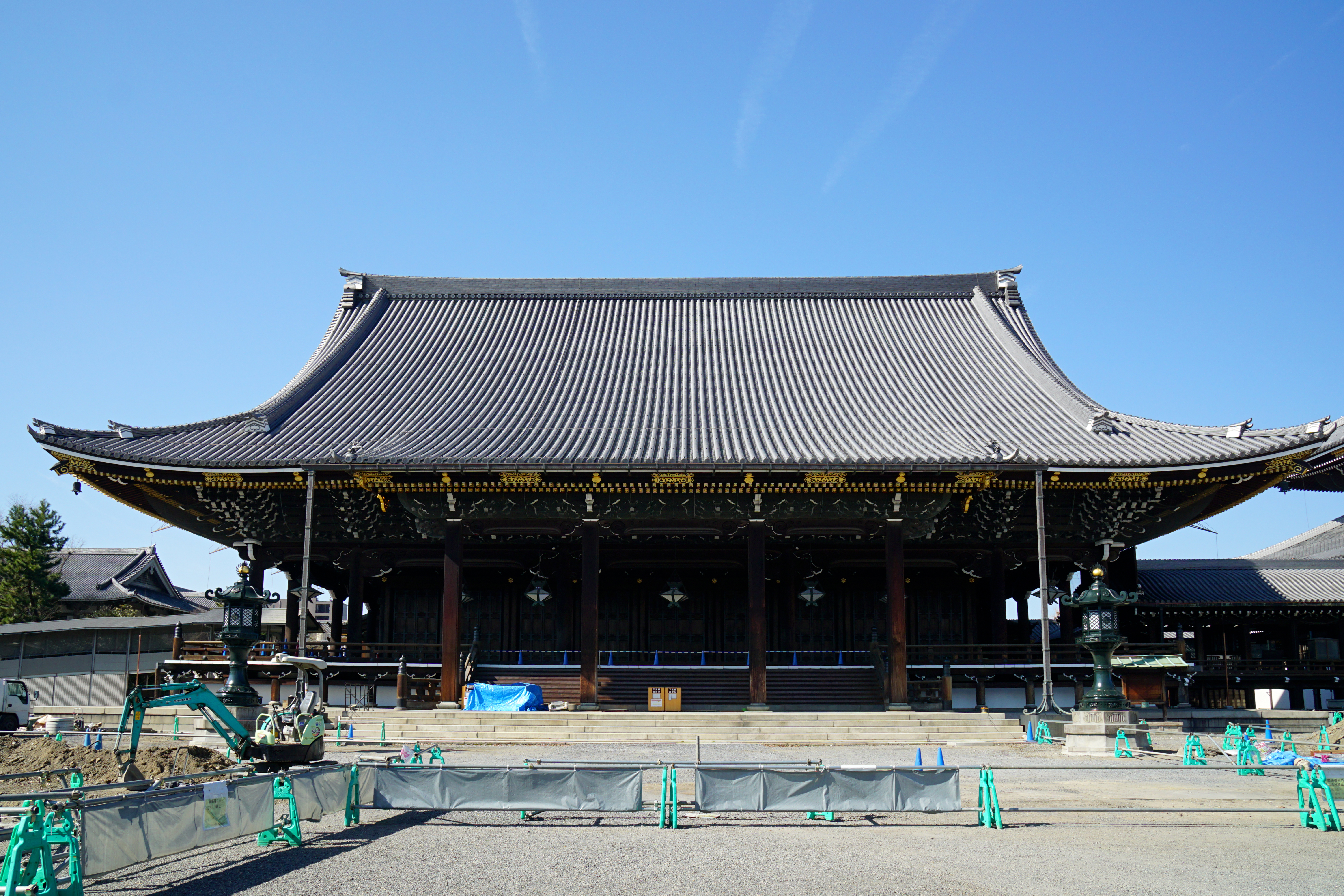
真宗本廟「阿彌陀堂」
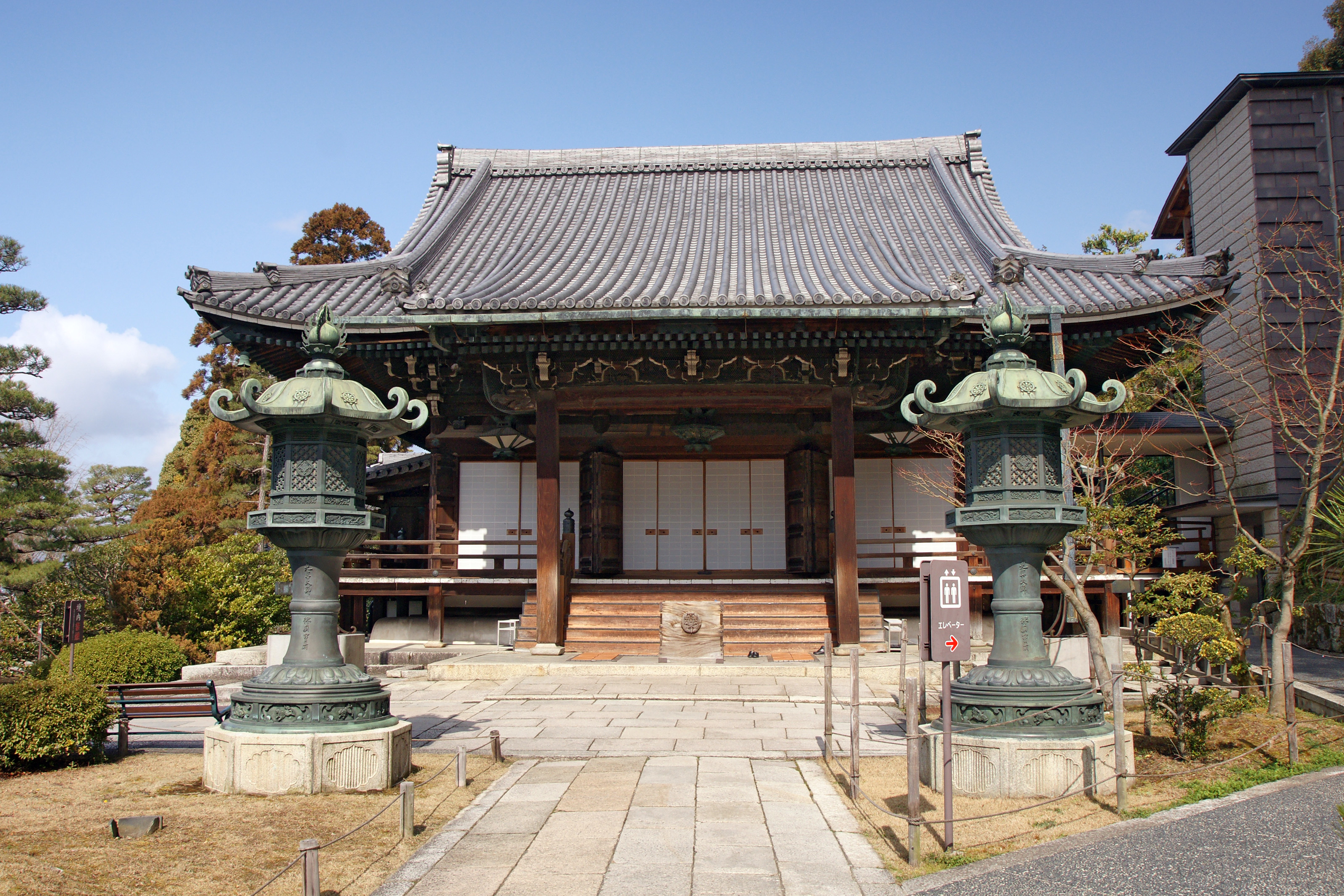
「大谷祖廟本堂」

## 組織
- 宗會
  - 宗議會
  - 参議會
- 內局
  - 宗務總長
  - 参務
- 審問院
  - 監察室
  - 審問室

## 地方宗務機關
國內分30「教區」、之下分420「組」。海外設3個「開教區」。

## 教學研究機關
- 真宗大谷派教學研究所
- 親鸞佛教中心

## 關係教育機關

### 其他
- 各教區設置的教育機關
  - 三條真宗學院（新潟）
  - 金澤真宗學院（石川）
  - 名古屋真宗學院（愛知）
  - 大垣真宗學院（岐阜）
  - 大阪真宗學院（大阪）

## 關連項目
- 法藏館

## 外部連結
- 真宗大谷派（東本願寺）